# Udea costalis
Udea costalis is een vlinder uit de familie van de grasmotten (Crambidae), uit de onderfamilie van de Spilomelinae. De wetenschappelijke naam van deze soort is voor het eerst voorgesteld als Botys costalis door Eduard Friedrich Eversmann in een publicatie uit 1852.

## Verspreiding
De soort komt voor in de Noord-Spanje, Andorra, Zuid-Frankrijk, Polen, Wit-Rusland, Letland, Litouwen, Servië, Europees-Rusland, Siberië, Mongolië en China (Xinjiang).

## Ondersoorten
- Udea costalis costalis (Eversmann, 1852) (van Polen oostwaarts tot in Oost-Siberië)
- Udea costalis alaicalis (Caradja, 1916) (Alajgebergte)
- Udea costalis maurinalis (W. P. Curtis, 1934) (Noord-Spanje, Andorra, Zuid-Frankrijk)